# سايين درة (كوهباية الغربي)
سایین درة (بالفارسية: سایین دره) هي قرية تقع في إيران في قسم کوهبایة الغربي الریفي. يقدر عدد سكانها بـ 95 نسمة .